# Действительный член ACM
Действительный член ACM (фелло ACM, англ. ACM Fellow) — почётное звание (фелло), пожизненно присуждаемое выдающимся членам Ассоциации вычислительной техники (ACM). Не более 1 % членов ACM могут быть избраны в качестве действительных членов. Новые действительные члены избираются ежегодно с 1993 года.